# Portomourisco (Laroco)
Portomourisco (llamada oficialmente San Víctor de Portomourisco) es una parroquia del municipio español de Laroco, en la provincia de Orense, Galicia.

## Toponimia
La parroquia también es conocida por el nombre de San Víctor de Porto Mourisco.

## Organización territorial
La parroquia está formada por una entidad de población:
- A Portela (A Portela de Portomourisco)

## Demografía
| Gráfica de evolución demográfica de Portomourisco entre 2000 y 2022 |
|                                                                     |
| Datos según el nomenclátor publicado por el INE.                    |